# Simon Halsey
Pour les articles homonymes, voir Halsey.
Simon Halsey (né le 8 mars 1958, à Londres) est un chef de chœur britannique,. Entre 2001 et 2015, il dirige le Rundfunkchor Berlin,.

## Biographie
Simon Halsey étudie au Winchester College entre 1971 et 1975 puis au King's College de Cambridge entre 1976 et 1970. Titulaire d'un Master of Arts, il chante dans le chœur du New College d'Oxford et dans le chœur du King's College de Cambridge.
En 1979 et 1980, il est boursier en direction d'orchestre au Royal College of Music de Londres.
À l'âge de 22 ans, Simon Halsey est nommé directeur musical de l’université de Warwick. En 1987, il fonde avec Graham Vick (en) le City of Birmingham Touring Opera (depuis 2001 la Birmingham Opera Company (en)).
À la tête du Rundfunkchor Berlin, qu'il dirige entre 2001 et 2015, il est lauréat de trois Grammy Awards.
En 2025, Simon Halsey est nommé chef de chœur et conseiller artistique de l'Orchestre philharmonique d'Oslo pour une durée de cinq ans.
Figure de la direction chorale, il est aussi chef invité et ambassadeur de la chorale de l'Orfeó Català, principal chef invité du WDR Rundfunkchor, chef lauréat du Rundfunkchor Berlin, directeur choral émérite du London Symphony Orchestra and Chorus, et professeur et directeur des activités chorales à l'université de Birmingham.

## Distinctions
- Ordre du Mérite de la République fédérale d'Allemagne 2010[4]
- The Queen's Medal for Music 2014, reçu en 2015[3]

## Source de la traduction
- (en) Cet article est partiellement ou en totalité issu de l’article de Wikipédia en anglais intitulé « Simon Halsey » (voir la liste des auteurs).